# Piemontita-(Sr)
La piemontita-(Sr) és un mineral de la classe dels silicats que pertany al grup de la clinozoïsita. Originalment anomenada estronciopiemontita l'any 1990, va ser reanomenada l'any 2006 pel subcomitè d'epidota de la CNMMN. El sou nom honora la regió italiana del Piemont. El sufix "-(Sr)" fa referència al fet que és l'anàleg mineral amb estronci de la piemontita.

## Característiques
La piemontita-(Sr) és un sorosilicat de fórmula química CaSr(Al₂Mn3+)[Si₂O₇][SiO₄]O(OH). Cristal·litza en el sistema monoclínic. La seva duresa a l'escala de Mohs és 6.
Segons la classificació de Nickel-Strunz, la piemontita-(Sr) pertany a «09.B - Estructures de sorosilicats amb grups barrejats de SiO₄ i Si₂O₇; cations en coordinació octaèdrica [6] i major coordinació» juntament amb els següents minerals: al·lanita-(Ce), al·lanita-(La), al·lanita-(Y), clinozoisita, dissakisita-(Ce), dol·laseïta-(Ce), epidota, epidota-(Pb), khristovita-(Ce), mukhinita, piemontita, manganiandrosita-(La), tawmawita, manganipiemontita-(Sr), ferrial·lanita-(Ce), clinozoisita-(Sr), manganiandrosita-(Ce), dissakisita-(La), vanadoandrosita-(Ce), uedaïta-(Ce), epidota-(Sr), al·lanita-(Nd), ferrial·lanita-(La), åskagenita-(Nd), zoisita, macfal·lita, sursassita, julgoldita-(Fe2+), okhotskita, pumpel·lyïta-(Fe2+), pumpel·lyïta-(Fe3+), pumpel·lyïta-(Mg), pumpel·lyïta-(Mn2+), shuiskita, julgoldita-(Fe3+), pumpel·lyïta-(Al), poppiïta, julgoldita-(Mg), ganomalita, rustumita, vesuvianita, wiluïta, manganovesuvianita, fluorvesuvianita, vyuntspakhkita-(Y), del·laïta, gatelita-(Ce) i västmanlandita-(Ce).

## Jaciments
La piemontita-(Sr) va ser descoberta a partir de mostres trobades a dues mines diferents de Ne (Ligúria, Itàlia): la mina Cassagna i la mina Molinello. També ha estat descrita a la Vall d'Aosta (Itàlia), el Japó, Sud-àfrica i el Regne Unit.